# 尹尊
尹尊（?—?），中国新朝末年东汉初期政治人物。
尹尊是更始帝劉玄属下武将。更始二年（24年），尹尊作为功臣，被更始帝封为郾王，到赴封土颍川郡郾县。翌年更始三年（25年）九月，更始帝被赤眉軍消灭，尹尊作为群雄之一，自立自保。同年，洛陽朱鲔降伏光武帝劉秀，建武二年（26年）光武帝諸将軍議「郾县最強，南陽郡宛县次之」。執金吾賈復建议攻打郾县。光武帝命賈復攻撃郾县尹尊，派遣大司馬吴漢攻打宛县。賈復和騎都尉阴识、驍騎将軍劉植率军進攻郾县。尹尊迎撃，連战連敗，月余而降伏，其後尹尊事迹不明。